# Lhuis
Lhuis är en kommun i departementet Ain i regionen Auvergne-Rhône-Alpes i östra Frankrike. Kommunen ligger  i kantonen Lhuis som ligger i arrondissementet Belley. Kommunens areal är 24,43 km². År 2022 hade Lhuis 891 invånare.

## Befolkningsutveckling
Antalet invånare i kommunen Lhuis
Referens: INSEE